# Коростынское сельское поселение
Ко́ростынское сельское поселение — упразднённое с 12 апреля 2010 года муниципальное образование в Шимском муниципальном районе Новгородской области России.
Административным центром была деревня Коростынь.
Территория сельского поселения располагалась на юго-западном побережье озера Ильмень, на западе Новгородской области, на юго-востоке Шимского района у административной границы со Старорусским районом.
Коростынское сельское поселение было образовано в соответствии с законом Новгородской области от 11 ноября 2005 года № 559-ОЗ.

## Населённые пункты
На территории сельского поселения были расположены 10 населённых пунктов (деревень): Большая Витонь, Веряжа, Заполье, Калинница, Конопле, Коростынь, Корчищи, Малая Витонь, Мстонь и Ручьи.

## Транспорт
По территории сельского поселения проходит участок Шимск — Старая Русса автодороги областного значения Р51.